# Setina fumata
Setina fumata là một loài bướm đêm thuộc phân họ Arctiinae, họ Erebidae.